# Петах Тиква
Петах Тиква (хебр. פתח תקווה, арап. ‏بتاح تكفا‎) је град у Израелу у Централном округу. Према процени из 2022. у граду је живело 255.387 становника.

## Становништво
Према процени, у граду је 2022. живело 255.387 становника.
| 1983.   | 1995.   |
| ------- | ------- |
| 123.868 | 149.471 |

## Партнерски градови
- Чикаго
- Кобленц
- Бакау
- Кадићој
- Лас Кондес
- Трондхејм
- Норћепинг
- Лавал
- Јијанг
- Оденсе
- Суботица
- Мербуш
- Габрово